# HMS Ceres (D59)
HMS Ceres (D59) là một tàu tuần dương hạng nhẹ thuộc lớp tàu tuần dương C của Hải quân Hoàng gia Anh Quốc, được chế tạo trong giai đoạn Chiến tranh Thế giới thứ nhất, và là chiếc dẫn đầu của lớp phụ Ceres. Lớp phụ này, vốn còn bao gồm HMS Cardiff, HMS Coventry, HMS Curacoa và HMS Curlew, giữ lại kiểu dáng hai ống khói và chỉ khác biệt đôi chút so với lớp phụ Caledon trước đó.

## Chế tạo và các hoạt động ban đầu
Ceres được đặt lườn tại xưởng đóng tàu John Brown & Company ở Clydebank vào ngày 26 tháng 4 năm 1916. Nó được hạ thủy vào ngày 24 tháng 3 năm 1917 và được đưa ra hoạt động cùng Hải quân Hoàng gia vào ngày 1 tháng 6 năm 1917.
Vào năm 1918 Ceres gia nhập Hải đội Tuần dương nhẹ 6 và được phân công hoạt động tại Địa Trung Hải trong thành phần Hải đội Tuần dương 3. Trong năm 1920, nó hoạt động tại Hắc Hải. Vào năm 1927 Ceres quay trở về Anh Quốc để được bố trí cùng Hạm đội Nhà Anh Quốc. Trong giai đoạn 1929-1931 nó được tái trang bị và được đưa về lực lượng dự bị, nhưng được cho hoạt động trở lại vào năm 1932 để tham gia Hạm đội Địa Trung Hải. Đến tháng 11 Ceres lại được đưa trở lại lực lượng dự bị.

## Chiến tranh Thế giới thứ hai

### Hạm đội Nhà và Hạm đội Địa Trung Hải
Khi chiến tranh nổ ra vào năm 1939, Ceres được huy động từ Hạm đội Dự bị vào hoạt động trở lại, và được giao nhiệm vụ tuần tra trong eo biển Đan Mạch giữa Iceland và Greenland. Vào tháng 1 năm 1940, Ceres trải qua một đợt tái trang bị tại xưởng tàu của Harland & Wolff tại Belfast, Bắc Ireland nhằm chuẩn bị cho việc tái bố trí đến Địa Trung Hải. Ngày 15 tháng 2, Ceres được cho chuyển đến căn cứ mới tại Malta, đi ngang qua Gibraltar. Trong tháng 3, nó thực hiện các cuộc tuần tra trong biển Ionian và ngoài khơi bờ biển Hy Lạp, ngăn chặn các tàu bè chuyển hàng hóa đến các nước phe Trục, cũng như hộ tống các đoàn tàu vận tải Đồng Minh.

### Hạm đội Viễn Đông và Ấn Độ Dương
Trong tháng 4 và tháng 5 năm 1940, Ceres được phân về Hạm đội Viễn Đông Anh Quốc và được cho đặt căn cứ tại Singapore. Nó được sử dụng vào việc tuần tra ngoài khơi bờ biển Đông Ấn thuộc Hà Lan đối phó với các lực lượng hải quân Nhật Bản. Vào tháng 6, nó được điều đi hoạt động tại Ấn Độ Dương, đặt căn cứ tại Colombo và sau đó là Bombay, nơi nó hộ tống các đoàn tàu vận tải chở dầu từ vịnh Ba Tư đến thuộc địa Anh tại Aden. Sau đó nó trải qua nhiều tháng hoạt động ngoài khơi bờ biển phía Đông của Châu Phi, đặt căn cứ tại Mombassa thuộc Kenya. Trong khi tuần tra ngoài khơi bờ biển Somaliland, nó đã giúp triệt thoái binh lính và thường dân từ Somaliland thuộc Anh đến Aden, rồi sau đó tham gia các đoàn tàu vận tải đi vòng quanh mũi Hảo Vọng giữa Durban và Cape Town. Cuối năm đó nó được gửi đến Seychelles và các đảo khác để truy tìm các tàu cướp tàu buôn Đức, đang rình mò các tàu bè Đồng Minh trong khu vực. Từ ngày 4 đến ngày 9 tháng 8 năm 1940, Ceres trợ giúp vào việc triệt thoái thường dân và những người bị thương khỏi Somaliland thuộc Anh, vốn đang bị Ý xâm chiếm. Nó cũng trợ giúp vào việc triệt thoái binh lính Khối Thịnh vượng chung khỏi Berbera ở Somaliland thuộc Anh, chuyển họ đến Aden tương đối an toàn hơn.
Vào tháng 2 năm 1941, cùng với các tàu tuần dương HMS Hawkins, HMS Capetown và tàu khu trục HMS Kandahar, Ceres phong tỏa Kisimayu để hỗ trợ cho cuộc tấn công Somaliland thuộc Ý và sau đó là việc tái chiếm Somaliland thuộc Anh vào tháng 3 năm đó. Nó cũng giải cứu các tù binh chiến tranh hải quân khỏi Brava và chuyển đến Mombassa. Sau đó Ceres quay trở lại Colombo để sửa chữa.
Vào ngày đầu năm mới 1942, cùng với tàu xà-lúp HMS Bridgewater, Ceres hộ tống đoàn tàu vận tải WS-14 gồm 18 chiếc tư Anh đến Nam Phi với lực lượng tăng viện cho khu vực Trung Đông. Nó trải qua hai tháng hoạt động trong vịnh Ba Tư, rồi sau đó đi vào ụ tàu tại Simonstown để được sửa chữa và nâng cấp. Giống như hầu hết những chiếc trong lớp C, nó cũng được trang bị sáu khẩu Oerlikon 20 mm phòng không nòng đơn để trở thành một tàu tuần dương phòng không. Những chiếc Coventry, Curacoa và Curlew đã được cải biến như vậy trước chiến tranh, nhưng việc Thế Chiến II nổ ra đã trì hoãn việc cải biến của Ceres' và Cardiff. Sau đó nó đặt căn cứ tại Aden và đã tham gia vào việc tái chiếm Djibouti của phe Đồng Minh. Nó trải quan thời gian còn lại của năm hộ tống các đoàn tàu vận tải đi đến Durban. Cuối cùng nó quay trở về vùng biển nhà, về cảng nhà mới Devonport vào tháng 12 năm 1943. Cho đến lúc đó nó đã di chuyển 235.000 hải lý suốt cuộc đời hoạt động.

### Vùng biển nhà
Trong năm 1943 và 1944, Ceres được Hải quân Hoàng gia sử dụng như một "tàu trạm" đặt căn cứ tại Học viện Hải quân Hoàng gia Britannia ở Dartmouth, Devon. Vào cuối tháng 4 năm 1944, Ceres được bổ sung radar và vũ khí phòng không, và được điều về Lực lượng Đặc nhiệm Mỹ 127, mang cờ hiệu của Lực lượng Dịch vụ Hải quân Hoa Kỳ trong cuộc đổ bộ Normandy. Sau đó, do việc cảng nhân tạo ngoài khơi bãi Omaha bị phá hủy bởi một cơn bão lớn diễn ra khoảng hai tuần sau ngày D 6 tháng 6 năm 1944, và do hậu quả của việc Đức phá hoại cảng Cherbourg vào cuối tháng 6, Ceres cùng với tàu chị em HMS Capetown được giao nhiệm vụ "kiểm soát con thoi", giải quyết việc di chuyển và chất dỡ hàng những con tàu vận tải từ Anh đến các bãi đổ bộ Omaha và Utah. Ceres tiếp tục trực chiến ngoài khơi bãi Omaha suốt mùa Hè năm 1944, từ những giờ đầu tiên vào ngày 7 tháng 6 cho đến cuối tháng 8 năm 1944. Khi Cherbourg đã sẵn sàng cho các tàu bè đến từ Anh, Ceres quay trở về Plymouth để đại tu, và các sĩ quan Mỹ được điều động trong nhiệm vụ "kiểm soát con thoi" từ giã con tàu. Khi chiến tranh chấm dứt, và được xem là lạc hậu, một lần nữa Ceres được đưa về lực lượng dự bị và được sử dụng như tàu nghỉ ngơi hoặc tàu căn cứ tại Portsmouth. Chỉ sau không đầy một năm trong vai trò này, Ceres bị bán và tháo dỡ tại Bolckow, Blyth vào tháng 7 năm 1946, sau 29 năm phục vụ.